# 宮本信子
宮本信子（1945年3月27日—），是日本知名的女演員，10次入圍日本電影金像獎，同時是日本政府紫綬褒章得獎者。宮本出身於北海道小樽市，兒子池内万作同為演員。
宮本於1985年憑電影禮儀式首次入圍日本電影金像獎的最佳女主角獎，並於翌年以女稅務員一片拿下后座。其後數十年，宮本先後以不同電影分別在第12、13、14、16、20、21、31及35屆日本電影金像獎多次入圍最佳女主角和女配角獎。
宮本在1969年接拍電影《日本春歌考》時與伊丹十三結識並結婚，更成為伊丹的御用女演员，但在伊丹自殺後淡出影坛多年，现偶有复出。伊丹曾在自杀遗言中称其为“日本最好的妻子、母亲和演员”。
宮本在2013年獲NHK邀請，成為第64回NHK紅白歌合戰的評審之一。

## 出演作品

### 電視劇
NHK
- NHK大河劇
  - 毛利元就（1997年1月－12月）飾演 妙
  - 天地人（2009年1月－12月）旁白
- 連續電視小說
  - 今天也是晴天（日语：本日も晴天なり）（1981年10月－1982年4月）飾演 桂木トシ江
  - 滿天（日语：まんてん）（2002年9月－2003年3月）飾演 花山百合子
  - 旅館之嫁（2007年4月－9月）飾演 加賀美環
  - 小海女（2013年4月－9月）飾演 天野夏 ※兼任故鄉篇旁白
  - 雛鳥（2017年4月－9月）飾演 牧野鈴子
- 慢慢接觸的節食（ゆっくりおダイエット）（1994年）
- 再見5杯卡布奇諾（さよなら五つのカプチーノ）（1998年）
- 农情芳心（日语：農家のヨメになりたい）（2004年5月－6月）
- 續・遠野物語（2010年12月）

日本電視台
- 我们的律师（日语：われら弁護士）（1968年）
- 副歌讓我來（日语：おひかえあそばせ）（1971年4月－9月）
- 熱中時代 第2輯 第20集「爸爸北野成为了一名教师」（1980年）飾演 田中布美江
- 日本電視台開台45周年紀念　橋田壽賀子Special 電視闪闪发光吧（テレビ、翔んだ）（1998年）
- 貴賓室的怪人「飛鳥」編（日语：貴賓室の怪人「飛鳥」編）（2002年）飾演 船越麗子
- 火曜黃金戲劇「魅力占卜師殺人鑑定」（2006年）飾演 鈴子
- 火曜懸疑劇場（日语：火曜サスペンス劇場）「考古学者　佐久間玲子」

TBS
- 泣不要積著哭（日语：泣いてたまるか）（1967年）
- 如果只有孩子...（日语：うちの子にかぎって…）（1984年）
- JNN50周年紀念劇 若是能在天堂遇見你（日语：天国で君に逢えたら） （2009年）
- 海中沉睡的鑽石（2024年）飾演 いづみ

富士電視台
- 銭形平次（日语：銭形平次 (大川橋蔵)）（1967年）飾演 早苗
- 来自北国（1982年）
- 悦子逆轉（日语：悦子逆転）（1982年、東海電視台）
- 人間的証明（1993年）飾演 八杉恭子
- 小孤島大醫生第11集（2006年）飾演 五島沙知子

朝日電視台系列
- 無情許可證（日语：非情のライセンス） 第2季 第3集「兇惡的序曲」（1974年）飾演 本多和子
- 森繁久彌之父是老人（日语：森繁久彌のおやじは熟年） 第2話（1981年）飾演 小谷信子
- 藝者小春的華麗冒險（日语：芸者小春の華麗な冒険）（1991年）
- 土曜寬劇場（日语：土曜ワイド劇場）「春天時分！花開的京都・中年警探團!!」（2007年）飾演 櫻井さくら

東京電視台系列
- 進入飛火的春之嫁（日语：飛んで火に入る春の嫁）（1998年）

### 電影
- 日本春歌考（1967年）飾演 里見早苗
- 男人真命苦6 純情篇（1971年）
- 四季奈津子（1973年）
- 為心跳死（日语：ときめきに死す）（1984年）
- 禮儀式（日语：お葬式）（1984年）飾演 雨宮千鶴子
- 蒲公英（日语：タンポポ (映画)）（1985年）
- 女稅務員（日语：マルサの女）（1987年）
- 女稅務員2（日语：マルサの女2）（1988年）
- 甜蜜之家 (電影)（1989年）
- 伙伴（日语：あ・うん）（1989年）
- 時尚舞蹈（日语：ァンシイダンス） （1989年）
- 鴻運女（1990年）
- 民暴之女（日语：ミンボーの女）（1992年）
- 大病人（日语：大病人）（1993年）
- 太陽武神（1994年）
- 寂静的生活（日语：静かな生活）（1995年）
- 超市之女（日语：スーパーの女）（1996年）
- 爆肚风云（日语：ラヂオの時間）（1997年）
- 被監護的女人（日语：マルタイの女）（1997年）飾演 磯野琵琶湖
- 眉山（日语：眉山 (さだまさし)） （2007年）飾演 河野龍子
- 阪急電車 單程15分鐘的奇蹟（2011年）飾演 萩原時江
- 聯合艦隊司令長官 山本五十六（2011年）飾演 高橋嘉壽子
- 電影之神（2020年）飾演 圓山淑子（老年）
- 春心萌動的老屋緣廊（2022年）飾演 市野井雪

### 舞台劇
- 油屋OKON（油屋おこん）（1998年、京都南座）
- 兔子劇團的故事（うさぎ一座物語）（1999年、大阪松竹座）
- 雪和KONKON（雪やこんこん）
- 鴻運女（あげまん）（2000年、中日劇場）
- 紙屋町櫻花酒店（紙屋町さくらホテル）
- 前一天晚上（2002年5月、PARCO劇場）
- 港町十三番地（2003年3月－4月：藝術座、2004年7月：梅田藝術劇場）
- 眉山（2009年）

### 劇場動畫
- 輝夜姬物語（2013年）飾演 老奶奶
- 哆啦A梦：伴我同行2（2020年） 饰演 大雄的奶奶

### 電台
- 兩副面孔的城市（都会の二つの顔）（1963年）電台廣播記者会年間最優秀作品獎・芸術祭獎勵獎
- 名字叫鳥的少年 或者，某小行星的太空船歷險記（鳥の名前の少年 あるいは、ある小惑星探査機の冒険）（2011年12月24日） ‐ 旁白

### 綜藝節目
- 第33回日本之歌（日语：にっぽんの歌）（東京電視台、2000年12月31日、於：明治座）※演唱「港町十三番地（日语：港町十三番地）」、「さのさ」、「田納西華爾茲（日语：テネシーワルツ）」
- 改变人生的一分钟深刻佳话（日语：人生が変わる1分間の深イイ話）（日本電視台、2013年11月19日）

### 廣告
- House食品爪哇咖喱（1970年） ‐ 與伊丹十三共演
- 味之素「蛋黃醬Do」（マヨネーズDo） - 與伊丹十三共演
- Tsumura（日语：ツムラ）
- 納豆・金色谷物系列（2000年－2002年）
- 資生堂 PRIOR - 與原田美枝子共演

## 獎項
日本電影金像獎
- 第8回：優秀女主角獎（禮儀式）
- 第11回：最佳女主角獎（女稅務員）
- 第12回：優秀女主角獎（女稅務員2）
- 第13回：優秀女配角獎（伙伴）
- 第14回：優秀女主角獎（鴻運女）
- 第16回：優秀女主角獎（民暴之女）
- 第20回：優秀女主角獎（超市之女）
- 第21回：優秀女主角獎（被監護的女人）
- 第31回：優秀女配角獎（眉山）
- 第35回：優秀女配角獎（阪急電車 單程15分鐘的奇跡）

其他獎項
- 紫綬褒章（2014年）[3]
- 第61回電影旬報十佳獎：最佳女主角（女稅務員）
- 第4回新語、流行語大賞：「（査察）」（女稅務員）
- 第32回日本電影影評人大獎：鑽石獎（春心萌動的老屋緣廊）

## 外部連結
- 宮本信子OfficialSite（页面存档备份，存于）
- 日本電影資料庫（宮本信子）（页面存档备份，存于）
- 伊丹十三紀念館（页面存档备份，存于）